# باتريك ستيفنز (لاعب تايكوندو)
باتريك ستيفنز (بالهولندية: Patrick Stevens)‏ هو لاعب تايكوندو هولندي، ولد في 15 يوليو 1979 في ألفن آن دن راين في هولندا.

## وصلات خارجية
- باتريك ستيفنز على موقع TaekwondoData.com (الإنجليزية)
- باتريك ستيفنز على موقع اللجنة الأولمبية الدولية (الإنجليزية)
- باتريك ستيفنز على موقع أوليمبيديا (الإنجليزية)